# Anisoptera brunnea
Anisoptera brunnea är en tvåhjärtbladig växtart som beskrevs av Foxworthy. Anisoptera brunnea ingår i släktet Anisoptera och familjen Dipterocarpaceae. Inga underarter finns listade i Catalogue of Life.